# Václav Oukropec
Václav Oukropec (15. května 1897 Praha – 2. května 1968 Rakovník) byl český dělnický básník.

## Život
Narodil se ve Praze. Už v útlém dětství se přestěhoval do Loun, byl spolužákem Karla Konráda na obecné škole. Poté se vyučil pekařem.
Za první světové války byl na italské frontě těžce raněn. Po návratu pracoval jako pekařský dělník konzumního družstva Budoucnost v Lounech. V letech hospodářské krize byl nezaměstnaný. Tehdy si přivydělával jako kolportér a do výtisků novin Volná myšlenka tužkou na volné okraje dopisoval básničky reagující na aktuální dění, čímž si zvyšoval prodeje a vcházel ve větší známost.
Byl členem anarchistické socialistické skupiny dr. Bohuslava Vrbenského, která roku 1925 splynula s tehdejší KSČ. Působil ve Volné myšlence a byl kolportérem stranického tisku. Jeho verše již za první republiky otiskoval severočeský Průboj, Konrádův Trn nebo Rudý Večerník. S pokrokovými básníky Karlem Konrádem a Konstantinem Bieblem jej pojily nejen společné ideály, ale i přátelství.
V roce 1924 se oženil a 1935 odešel po 38 letech z Loun do Rakovníka, kde bydlel s manželkou Růženou a dcerami Jiřinou a Marií v nynější ulici S. K. Neumana v domě číslo 1509 a pracoval jako pekařský dělník a pracovník zemědělského výkupního závodu do roku 1958. Tam také v roce 1968 zemřel, pochován je v Chomutově.

## Fotogalerie

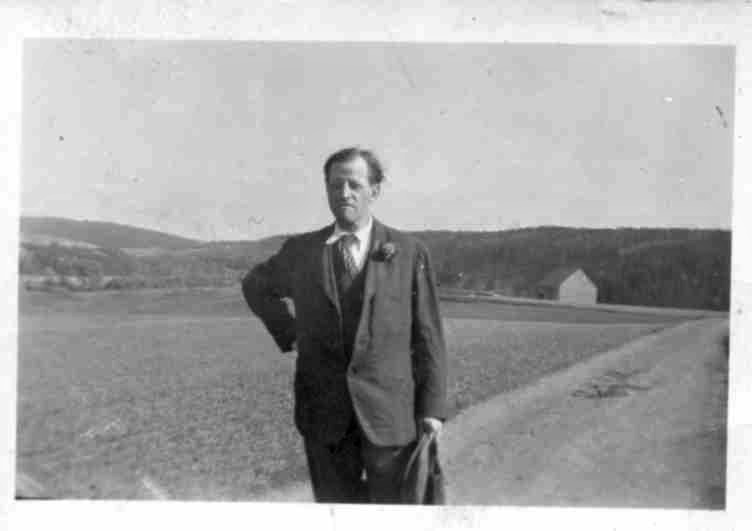
Václav Oukropec v polích nedaleko Rakovníka
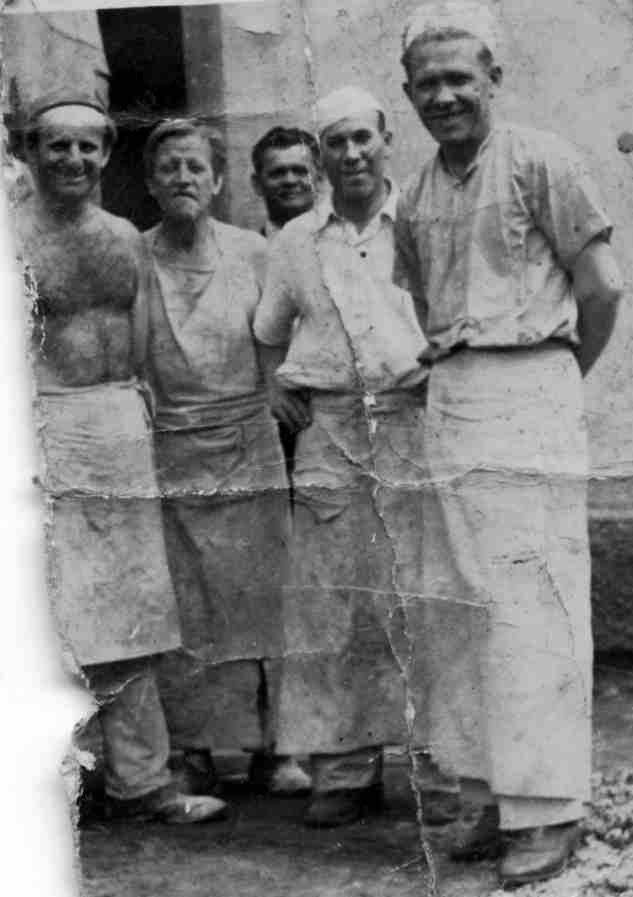
Václav Oukropec (druhý zleva)